# 14148 Джимчемберлін
14148 Джимчемберлін (14148 Jimchamberlin) — астероїд головного поясу, відкритий 25 вересня 1998 року.
Тіссеранів параметр щодо Юпітера — 3,551.